# Pyramid Island (Kenya)
Pyramid Island è un'isola del Kenya. Sita a nord est del lago Vittoria, nelle vicinanze delle più piccole Migingo e Usingo, Pyramid Island non è abitata.